# Mistrzostwa Świata w Kolarstwie Szosowym 1938
18. Mistrzostwa świata w kolarstwie szosowym – zawody kolarskie, które odbyły się w dniach 3–4 września 1938 w holenderskiej miejscowości Valkenburg aan de Geul. Były to drugie zorganizowane w tym kraju mistrzostwa świata w kolarstwie szosowym (poprzednio w 1925). Nikomu nie udało się obronić tytułu mistrza świata.  
Bardzo nieudany był start reprezentantów Polski, bowiem nie tylko nie zdobyli oni żadnego medalu, ale nikomu nie udało się zająć miejsca w pierwszej dziesiątce. Najlepszym osiągnięciem było zajęcie 13. miejsca przez Bolesława Napierałę w wyścigu ze startu wspólnego amatorów.

## Kalendarium zawodów
| Kalendarz MŚ w Kolarstwie Szosowym 1938 |      |      |
| Konkurencja (dystans)                   | Data | Data |
| Konkurencja (dystans)                   | 3.09 | 4.09 |
| Mężczyźni                               |      |      |
| Elita                                   |      |      |
| Wyścig ze startu wspólnego (273 km)     |      |      |
| Amatorzy                                |      |      |
| Wyścig ze startu wspólnego (170 km)     |      |      |

## Medaliści
| Konkurencja dystans – (data)                     | Złoto:      | Czas (prędkość)       | Srebro:      | Czas   | Brąz:         | Czas   |
| Mężczyźni                                        |             |                       |              |        |               |        |
| Elita                                            |             |                       |              |        |               |        |
| Wyścig ze startu wspólnego 273 km – (4 września) | Marcel Kint | 7:53:25 (34,599 km/h) | Paul Egli    | + 0:00 | Léo Amberg    | + 0:00 |
| Amatorzy                                         |             |                       |              |        |               |        |
| Wyścig ze startu wspólnego 170 km – (3 września) | Hans Knecht | 4:51:59 (34,933 km/h) | Josef Wagner | + 0:00 | Joop Demmenie | + 0:54 |

## Szczegóły
| Miejsce | Zawodnik          | Narodowość | Czas    |
| [ a ]   | Marcel Kint       | Belgia     | 7:53:25 |
| srebro  | Paul Egli         | Szwajcaria | + 0:00  |
| brąz    | Léo Amberg        | Szwajcaria | + 0:00  |
| 4       | Piet van Neck     | Holandia   | + 0:11  |
| 5       | Edouard Vissers   | Belgia     | + 1:18  |
| 6       | François Neuville | Belgia     | + 2:45  |
| 7       | Hans Martin       | Szwajcaria | + 12:53 |
| 8       | Arsène Mersch     | Luksemburg | + 12:53 |

| Miejsce | Zawodnik           | Narodowość | Czas    |
| złoto   | Hans Knecht        | Szwajcaria | 4:51:59 |
| srebro  | Josef Wagner       | Szwajcaria | + 0:00  |
| brąz    | Joop Demmenie      | Holandia   | + 0:54  |
| 4       | Achiel Bruneel     | Belgia     | + 1:18  |
| 5       | Jaap Engel         | Holandia   | + 1:18  |
| 6       | Henk de Hoog       | Holandia   | + 1:18  |
| 7       | Hans Heller        | III Rzesza | + 1:18  |
| 8       | Walter Diggelmann  | Szwajcaria | + 1:18  |
| 9       | Ingvar Ericsson    | Szwecja    | + 1:18  |
| 10      | Willi Meurer       | III Rzesza | + 1:52  |
|         |                    |            |         |
| 13      | Bolesław Napierała | Polska     | + 7:29  |
| 14      | Zygmunt Wiśniewski | Polska     | + 8:34  |
| 22      | Józef Kapiak       | Polska     | + 10:20 |

## Tabela medalowa
| Tabela medalowa |               |       |        |      |       |
| Miejsce         | Reprezentacja | Złoto | Srebro | Brąz | Razem |
| 1               | Szwajcaria    | 1     | 2      | 1    | 4     |
| 2               | Belgia        | 1     | 0      | 0    | 1     |
| 3               | Holandia      | 0     | 0      | 1    | 1     |